# Калитина, Нина Николаевна
Ни́на Никола́евна Кали́тина (1 июня 1926 — 3 сентября 2018) — советский и российский историк искусства, специалист по истории французского искусства XIX—XX веков. Доктор искусствоведения, почётный профессор СПбГУ (2011), в 1972—1995 гг. заведующая кафедрой истории искусства СПбГУ.

## Биография
Дочь физика Н. Н. Калитина. Ещё в детстве овладела французским языком.
Окончила исторический факультет ЛГУ (1948), затем аспирантуру там же (1951) и в том же году начала там преподавательскую работу. В 1960—1961 годах стажировалась в Сорбонне. Звание профессора (1970). В 1972—1995 годах заведовала кафедрой истории искусства СПбГУ.
Её учителями были М. К. Каргер и Н. Н. Пунин, М. В. Доброклонский, В. Ф. Левинсон-Лессинг и И. И. Иоффе. Защитила кандидатскую (1952, «Революционная политическая карикатура во Франции в 30-е годы XIX века») и докторскую (1967, «„Эпоха реализма“ во французской живописи XIX века») диссертации, став самой молодой в СССР женщиной-доктором искусствоведения.
В 1975—2002 годах — ответственный редактор межвузовского сборника «Вопросы отечественного и зарубежного искусства». В 1990—1991 гг. вице-президент (по г. Санкт-Петербургу) Российского общества историков искусств. В 2000—2008 гг. председатель учёного и диссертационного совета при истфаке СПбГУ по специальностям «искусствоведение», «археология», «этнография». Также читала лекции во Франции, США, Германии, Швейцарии, Венгрии.
Среди её учеников Е. Ю. Андреева, И. Д. Чечот, И. И. Карлов, А. В. Рыков, Б. И. Асварищ, Е. В. Васильева, М. А. Чернышева и др..
Под её руководством защищено 18 диссертаций на соискание ученой степени кандидата искусствоведения.
Автор более 120 работ, в том числе 10 монографий.

## Награды
- Заслуженный деятель науки РФ (1999).
- Благодарность Президента России В. В. Путина (2005).

Награждена медалями «За трудовое отличие» (1976), «Ветеран труда» (1986), «Житель блокадного Ленинграда» (1989) и др.
За цикл работ по истории французского искусства была удостоена премии ЛГУ 1-й степени за лучший научный труд (1988).

## Основные публикации
- Калитина Н. Н. Французское изобразительное искусство конца XVIII-XX веков. — Л.: Изд-во Ленингр. ун-та, 1990. — 280 с. — 10 000 экз. — ISBN 5-288-00523-0.
- Калитина Н. Н. Французская пейзажная живопись. 1870—1970. — Л.: Искусство, 1972. — 264 с. — 30 000 экз.
- Калитина Н. Н. Французский портрет XIX века. — Л.: Искусство, 1986. — 280 с. — 50 000 экз.